# قایق موشک‌انداز درفش

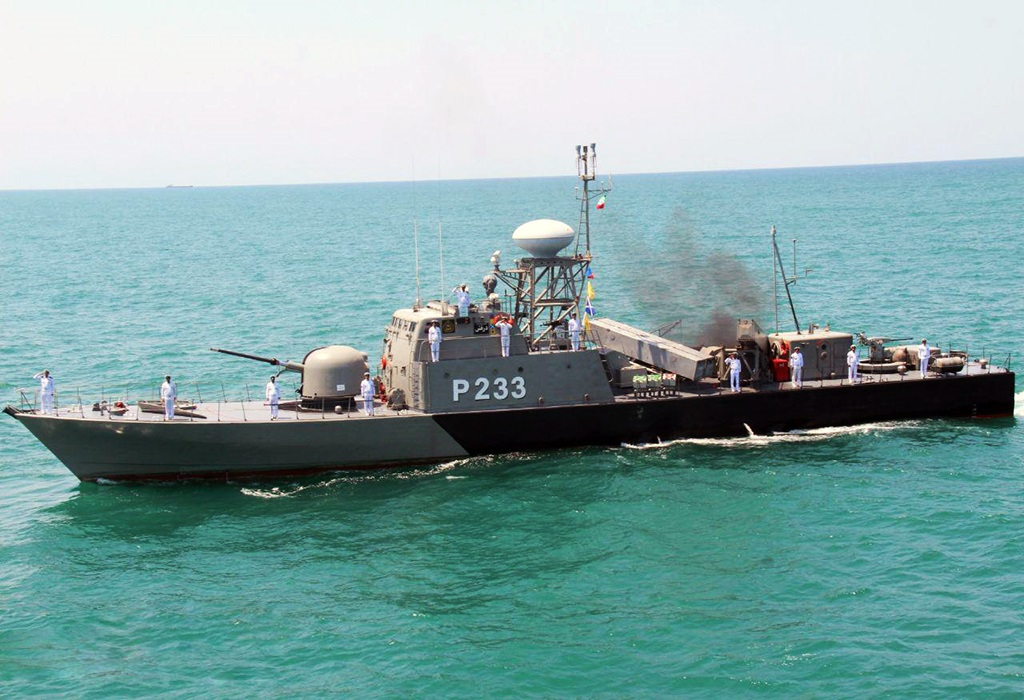

درفش یک شناور موشک انداز از کلاس سینا است در ناوگان شمال نیروی دریایی ارتش جمهوری اسلامی ایران فعالیت می‌کند.

## ساخت و به‌کارگیری
درفش در ۲۷ نوامبر ۲۰۰۸ ساخته شد و در سال ۲۰۰۹ به‌کارگیری شد

## سابقه خدمات
درفش به همراه ناوچه دماوند در مارس ۲۰۱۷ برای بازدید از مخاچ قلعه روسیه ایران را ترک کردند.